# Paul Davidoff
Pour les articles homonymes, voir Davidoff (homonymie).
Paul Davidoff (1930-1984) est un éminent avocat qui a élaboré les principes de l'advocacy planning au milieu des années 1960.